# Bataille de Stallupönen
 (décembre 2024).
Première Guerre mondiale
Batailles
Front d'Europe de l’Est
- Stallupönen (08-1914)
- Gumbinnen (08-1914)
- Tannenberg (08-1914)
- Île d'Odensholm (08-1914)
- Lemberg (08-1914)
- Krasnik (08-1914)
- Komarów (08-1914)
- Lacs de Mazurie (I) (09-1914)
- Przemyśl (09-1914)
- Vistule (09-1914)
- Łódź (11-1914)
- Limanowa (12-1914)
- Bolimov (01-1915)
- Zwinin (02-1915)
- Lacs de Mazurie (II) (02-1915)
- Przasnysz (02-03-1915)
- Schaulen (04-07-1915)
- Gorlice-Tarnów (05-1915)
- Boug (06-08-1915)
- Narew (07-08-1915)
- Novogeorgievsk (08-1915)
- Varsovie (08-1915)
- Sventiany (09-1915)
- Lac Narotch (03-1916)
- Offensive Broussilov (06-1916)
- Offensive de Baranavitchy (07-1916)
- Turtucaia (09-1916)
- Offensive Flămânda (09-1916)
- Argeș (12-1916)
- Offensive Kerenski (07-1917)
- Bataille de Riga (09-1917)
- Opération Albion (09-10-1917)
- Mărășești (08-1917)
- Traité de Brest-Litovsk (03-1918)
- Traité de Brest-Litovsk (03-1918)
- Bakhmatch (03-1918)

Front d'Europe de l’Ouest
Front italien
Front des Balkans
Front du Moyen-Orient
Front africain
Bataille de l'Atlantique
La bataille de Stallupönen est la première bataille de la Première Guerre mondiale sur le front de l'Est qui se déroula près de la ville allemande de Stallupönen, à la frontière avec l'Empire russe. Elle oppose les troupes allemandes du général von François aux troupes russes du général Rennenkampf. Elle débouche sur la première victoire allemande sur le front de l'Est, mais ce succès tactique ne modifie pas la progression des troupes russes.

## Contexte stratégique
Résultat des tactiques agressives du général Hermann von François pour défendre la Prusse-Orientale, la bataille était complètement inattendue des deux belligérants.
Au milieu du mois d'août 1914, l'armée impériale russe commence à envahir la Prusse-Orientale. À l'extrémité est de l'Allemagne, le général russe Paul von Rennenkampf (lui-même d'origine allemande de la Baltique) mène la 1re armée russe à l'offensive avec comme but la prise de la ville de Königsberg.
Comme l'indiquait le plan Schlieffen, les Allemands ont commencé la guerre avec un front défensif à l'est, puisque le gros des troupes était affecté au front occidental en vue de vaincre rapidement la France. Cependant, von François, commandant du Premier corps de la 8e armée allemande, était convaincu que ses troupes, mieux entraînées et mieux équipées étaient en parfaite position pour ralentir, sinon stopper, les forces de Rennenkampf.

## La bataille
Le 17 août, von François engage les Russes malgré les instructions du commandant de la VIIIe armée, Maximilian von Prittwitz qui avait donné l'ordre de se retirer si les Russes pressaient le front. Quand Prittwitz apprit que von François avait engagé les Russes, il dépêcha un émissaire afin de lui ordonner de rompre l'engagement et de se retirer vers d'autres positions. À ce moment, les troupes de von François étaient beaucoup trop engagées pour se retirer sans risque et, de toute façon, il n'avait aucune intention de respecter cet ordre. Sa réponse à l'émissaire passera à l'histoire : « Le général von François se retirera lorsqu'il aura défait les Russes ! »
Avec le résultat de la bataille toujours incertain, von François lança une offensive d'envergure sur toute la ligne et infligea de lourdes pertes aux Russes : plus de 7 000 hommes hors de combat. Alors que les Russes se retirent sur la frontière pour panser leurs blessures, von François obéit finalement à Prittwitz et retraite de vingt kilomètres vers l'ouest, prenant position autour de Gumbinnen.